# 제니퍼 어윈
제니퍼 어윈(Jennifer Irwin, 1975년 6월 17일 ~ )은 캐나다의 배우이다.

## 출연 작품
- Another Evil (2016)
- 발칙한 판타지 팩토리 (2015)
- 브레이킹 인 (2011)
- 친구와 연인사이 (2011)
- 엑시트 운즈 (2001)
- 사랑의 전쟁 (2000)
- 슈퍼스타 (1999)
- 도그 파크 (1998)
- 때로는 모든 걸 잃어볼 필요가 있다 (1998)
- 살인 청부 (1997)
- 게이트 (1987)
- 빨강머리 앤 (1985)

### 텔레비전
- 이스트바운드 & 다운 (2009-13)